# میرسلاو کاراس
میرُسلاو کاراس (چکی: Miroslav Karas; زاده ۱۹۶۲، کاروینا) روزنامه‌نگار و گزارشگر اهل کشور جمهوری چک است. او از سال ۲۰۲۰ مدیر استودیوی تلویزیونی استراوا است. وی قبل از آن خبرنگار خارجی برای تلویزیون چک در لهستان (۱۹۹۸ تا ۲۰۱۲؛ ۲۰۱۶ تا ۲۰۱۷) و در روسیه (۲۰۱۲ تا ۲۰۱۶؛ ۲۰۱۸ تا ۲۰۲۰)بوده‌است.